# Бейтс, Джесси
Джесси Бейтс III (англ. Jessie Bates III; 26 февраля 1997, Форт-Уэйн, Индиана) — профессиональный американский футболист, выступающий на позиции сэйфти в клубе НФЛ «Атланта Фэлконс». На студенческом уровне играл за команду университета Уэйк-Форест. На драфте НФЛ 2018 года был выбран во втором раунде.

## Биография
Джесси Бейтс родился 26 февраля 1997 года в Форт-Уэйне в штате Индиана. Там же он учился в старшей школе имени Снайдера, играл за её команды по футболу, бейсболу и баскетболу. В 2013 и 2014 годах информационное агентство Associated Press включало его в сборную лучших футболистов штата. В 2015 году Бейтс поступил в Университет Уэйк-Форест. В декабре 2019 года его игровой номер был выведен в школе из обращения.

### Любительская карьера
Первый сезон в составе университетской команды Бейтс провёл в статусе освобождённого игрока, не принимая участия в матчах команды. В NCAA он дебютировал в 2016 году, проведя отличный сезон. Джесси стал единственным новичком I дивизиона, занёсшим два тачдауна на возвратах перехватов. Он был включён в символическую сборную новичков по шести различным версиям и претендовал на приз лучшему новичку конференции ACC, уступив лишь тэклу защиты «Клемсона» Декстеру Лоуренсу. В сезоне 2017 года Бейтс сыграл в одиннадцати матчах, занял четвёртое место в команде по числу сделанных захватов и третье по количеству сбитых передач. В победном Белк Боуле он занёс тачдаун на возврате панта, ставший первым в такой игровой ситуации за всю историю выступлений «Уэйк Форест Демон Диконс» в боулах. В январе 2018 года он объявил о выходе на драфт НФЛ и отказе от возможности провести ещё один год в студенческом чемпионате.

#### Статистика выступлений в NCAA
| Сезон | Команда                  | Игры | Захваты | Захваты | Захваты | Захваты | Захваты | Перехваты | Перехваты | Перехваты | Перехваты | Перехваты | Фамблы | Фамблы | Фамблы | Фамблы |
| Сезон | Команда                  | Игры | Solo    | Ast     | Tot     | Loss    | Sk      | Int       | Yds       | Y/R       | TD        | PD        | FR     | Yds    | TD     | FF     |
| ----- | ------------------------ | ---- | ------- | ------- | ------- | ------- | ------- | --------- | --------- | --------- | --------- | --------- | ------ | ------ | ------ | ------ |
| 2015  | Уэйк Форест Демон Диконс | 0    | 0       | 0       | 0       | 0,0     | 0,0     | 0         | 0         | 0,0       | 0         | 0         | 0      | 0      | 0      | 0      |
| 2016  | Уэйк Форест Демон Диконс | 13   | 70      | 30      | 100     | 3,5     | 0,0     | 5         | 158       | 31,6      | 2         | 4         | 0      | 0      | 0      | 1      |
| 2017  | Уэйк Форест Демон Диконс | 11   | 49      | 28      | 77      | 6,0     | 0,0     | 1         | 37        | 37,0      | 0         | 6         | 0      | 0      | 0      | 1      |
| Всего | Всего                    | 24   | 119     | 58      | 177     | 9,5     | 0,0     | 6         | 195       | 32,5      | 2         | 10        | 0      | 0      | 0      | 2      |

### Профессиональная карьера
Аналитик сайта Bleacher Report Мэтт Миллер перед драфтом сильными сторонами Бейтса называл его быстроту и подвижность, способность играть в прикрытии на уровне корнербеков, возможность действовать против слот-ресиверов и тайт-эндов. В качестве недостатков игрока указывались малый опыт игры в стартовом составе, короткие руки и недостаток мышечной массы, безрассудный стиль игры, чреватый травмами, и ошибки при чтении действий нападения при розыгрыше плей-экшн. На драфте Бейтс был выбран во втором раунде под общим 54 номером клубом «Цинциннати Бенгалс». Летом 2018 года он подписал с командой четырёхлетний контракт на общую сумму 4,95 млн долларов.
В регулярном чемпионате 2018 года Бейтс сыграл во всех матчах команды. Защита «Цинциннати» стала одной из худших в лиге, пропуская в среднем по 413 ярдов за игру. Несмотря на это, он стал одним из лучших новичков сезона. Бейтс вошёл в число десяти лучших сэйфти лиги по количеству сделанных захватов. По оценкам сайта Pro Football Focus он занял общее девятое место среди 64-х сэйфти. На столь же высоком уровне Бейтс отыграл сезон 2019 года, выйдя в стартовом составе в шестнадцати матчах. За первые два сезона он принял участие в 99 % всех снэпов в защите и суммарно сделал 211 захватов.
В сезоне 2020 года Бейтс сыграл в основном составе «Бенгалс» все шестнадцать матчей регулярного чемпионата. Он установил личные рекорды по количеству одиночных захватов и сбитых передач, в третий раз подряд сделал три перехвата. Впервые в карьере его включили в состав второй сборной звёзд Олл-про, издание Pro Football Focus назвало его лучшим сэйфти сезона, а Ассоциация футбольных журналистов Америки присудила Бейтсу титул самого ценного игрока «Цинциннати». В 2021 году он провёл пятнадцать матчей в регулярном сезоне, сделав 88 захватов и перехват. В четырёх матчах плей-офф он записал на свой счёт 20 захватов и два перехвата. Один из них пришёлся на Супербоул LVI, где команда проиграла «Лос-Анджелес Рэмс». После окончания сезона «Бенгалс» наложили на Бейтса франчайз-тег, не сумев договориться с одним из лидеров о долгосрочном контракте. Игрока подобное развитие событий не устраивало. Бейтс практически полностью пропустил предсезонную подготовку и согласился подписать тег только 23 августа. Его заработная плата на сезон 2022 года составила 12,9 млн долларов.
В регулярном чемпионате 2022 года Бейтс провёл шестнадцать игр, сделав четыре перехвата и 71 захват. До момента его выхода на рынок свободных агентов клуб пытался договориться с ним о новом контракте, но предложенные условия игрока не устроили. После завершения сезона он покинул «Цинциннати» и 13 марта 2023 года подписал четырёхлетнее соглашение на сумму 64 млн долларов с «Атлантой».

#### Статистика выступлений в НФЛ

##### Регулярный чемпионат
| Сезон | Команда            | Игры | Захваты | Захваты | Захваты | Захваты | Захваты | Перехваты | Перехваты | Перехваты | Перехваты | Перехваты | Фамблы | Фамблы | Фамблы | Фамблы |
| Сезон | Команда            | Игры | Solo    | Ast     | Tot     | Loss    | Sk      | Int       | Yds       | Y/R       | TD        | PD        | FR     | Yds    | TD     | FF     |
| ----- | ------------------ | ---- | ------- | ------- | ------- | ------- | ------- | --------- | --------- | --------- | --------- | --------- | ------ | ------ | ------ | ------ |
| 2018  | Цинциннати Бенгалс | 16   | 73      | 38      | 111     | 0       | 0,0     | 3         | 42        | 14,0      | 1         | 7         | 0      | 0      | 0      | 0      |
| 2019  | Цинциннати Бенгалс | 16   | 71      | 29      | 100     | 0       | 0,0     | 3         | 33        | 11,0      | 0         | 9         | 1      | 0      | 0      | 1      |
| 2020  | Цинциннати Бенгалс | 16   | 78      | 31      | 109     | 2       | 0,0     | 3         | 12        | 4,0       | 0         | 15        | 0      | 0      | 0      | 1      |
| 2021  | Цинциннати Бенгалс | 15   | 67      | 21      | 88      | 3       | 0,0     | 1         | 65        | 65,0      | 0         | 4         | 1      | 46     | 0      | 0      |
| 2022  | Цинциннати Бенгалс | 16   | 38      | 33      | 71      | 1       | 0,0     | 4         | 28        | 7,0       | 0         | 8         | 0      | 0      | 0      | 1      |
| Всего | Всего              | 79   | 327     | 152     | 479     | 6       | 0,0     | 14        | 180       | 12,9      | 1         | 43        | 2      | 46     | 0      | 3      |

##### Плей-офф
| Сезон | Команда            | Игры | Захваты | Захваты | Захваты | Захваты | Захваты | Перехваты | Перехваты | Перехваты | Перехваты | Перехваты | Фамблы | Фамблы | Фамблы | Фамблы |
| Сезон | Команда            | Игры | Solo    | Ast     | Tot     | Loss    | Sk      | Int       | Yds       | Y/R       | TD        | PD        | FR     | Yds    | TD     | FF     |
| ----- | ------------------ | ---- | ------- | ------- | ------- | ------- | ------- | --------- | --------- | --------- | --------- | --------- | ------ | ------ | ------ | ------ |
| 2021  | Цинциннати Бенгалс | 4    | 11      | 9       | 20      | 0       | 0,0     | 2         | 0         | 0,0       | 0         | 6         | 0      | 0      | 0      | 0      |
| 2022  | Цинциннати Бенгалс | 3    | 16      | 4       | 20      | 1       | 0,0     | 0         | 0         | 0,0       | 0         | 0         | 0      | 0      | 0      | 0      |
| Всего | Всего              | 7    | 27      | 13      | 40      | 1       | 0,0     | 2         | 0         | 0,0       | 0         | 6         | 0      | 0      | 0      | 0      |